# 坦布坎湖
坦布坎湖是俄羅斯的鹹水湖，位於斯塔夫羅波爾邊疆區和卡拉恰伊-切爾克斯共和國的北高加索地區內，距離五山城8公里，海拔701米，面積1.87平方公里，平均深度2米，最大深度3.1米。
2024年2月9日，俄罗斯联邦政府将两处分别位于斯塔夫罗波尔边疆区和卡巴尔达-巴尔卡尔共和国的区域、共和国重要国立自然管护区合并组建坦布坎湖联邦重要国立自然管护区。